# Na własnych śmieciach
Na własnych śmieciach (ang. On Our Own, 1994–1995) – amerykański serial komediowy stworzony przez Davida W. Duclona. Wyprodukowany przez Lightkeeper Productions, de Passe Entertainment, Miller-Boyett Productions i Warner Bros. Television. W serialu występują Ralph Louis Harris oraz Jazz, Jocqui, Jake, Jojo, Jurnee, i Jussie Smollett.
Premiera serialu w Stanach Zjednoczonych miała miejsce 13 września 1994 roku na antenie ABC. Ostatni odcinek serialu wyemitowano 14 kwietnia 1995 roku. W Polsce serial nadawany był na kanale Polsat.

## Obsada

### Główna
- Ralph Louis Harris jako Josh Jerrico / Ciocia Jelcinda ("Mama J")
- Jurnee Smollett jako Jordee Jerrico
- Jussie Smollett jako Jesse Jerrico
- Jake Smollett jako Joc Jerrico
- Jazz Smollett jako Jai Jerrico
- Jocqui Smollett jako Jarreau Jerrico
- Jojo Smollett jako Jimi Jerrico
- Kimberley Kates jako Alana Michaels (1994)
- Roger Aaron Brown jako pan Gordon Ormsby (1994)
- Rae'Ven Larrymore Kelly jako Hannah (tylko pilot)
- T’Keyah Crystal Keymáh jako Scotti Decker (1995)
- Karen Kim jako Suki (1995)
- Laura Ponce jako Nails (1995)

### Pozostali
- Cindy Herron jako Shannon
- Deon Richmond jako Kevin
- Bumper Robinson jako Nat

## Spis odcinków
| N/o            | Tytuł angielski                             |
| -------------- | ------------------------------------------- |
|                |                                             |
| SERIA PIERWSZA |                                             |
|                |                                             |
| 01             | Pilot                                       |
|                |                                             |
| 02             | Last Tango in St. Louis Dog Day After Groom |
|                |                                             |
| 03             | Matchmaker Mama                             |
|                |                                             |
| 04             | A Matter of Principal                       |
|                |                                             |
| 05             | Nok Till You Drop                           |
|                |                                             |
| 06             | Swiss Family Jerrico's                      |
|                |                                             |
| 07             | Bargain Basement                            |
|                |                                             |
| 08             | Bonnie is Really Clyde                      |
|                |                                             |
| 09             | A Family Affair                             |
|                |                                             |
| 10             | Baby Blues                                  |
|                |                                             |
| 11             | That’s My Car and I’m Sticking to It        |
|                |                                             |
| 12             | All I Want for Christmas                    |
|                |                                             |
| 13             | Parents' Night                              |
|                |                                             |
| 14             | The Boarder                                 |
|                |                                             |
| 15             | Obstacle Illusion                           |
|                |                                             |
| 16             | He Ain’t Heavy, He’s My Brother             |
|                |                                             |
| 17             | Girl Talk                                   |
|                |                                             |
| 18             | Little Rascals                              |
|                |                                             |
| 19             | The Easy Way                                |
|                |                                             |
| 20             | The Tonsil Tale                             |
|                |                                             |